# Морозовка (Ростовская область)
Моро́зовка — исчезнувший хутор в Миллеровском районе Ростовской области.

## История
С ноября 1924 года — в составе Туриловского сельсовета. 
По данным Всесоюзной переписи населения 1926 года — в Донецком округе Мальчевско-Полненского района Северо-Кавказского края РСФСР; 45 дворов, население — 208 человек (102 мужчины и 106 женщин); все жители — украинцы.

## Религия
Жители хутора относились к приходу Туриловской церкви в посёлке Туриловка. 